# Tuberaria commutata
Tuberaria commutata é uma espécie de planta com flor pertencente à família Cistaceae. 
A autoridade científica da espécie é Gallego, tendo sido publicada em Lagascalia 16(1): 109 (1990). O número cromossómico na fase esporofítica é 12.
Esta espécie forma facilmente híbridos com Tuberaria guttata (L.) Fourr.
todo el indumento.

## Sinónimos
- Xolantha commutata (Gallego) Gallego, Muñoz Garm. & C. Navarro[3]

## Portugal
Trata-se de uma espécie presente no território português, nomeadamente em Portugal Continental.
Em termos de naturalidade é nativa da região atrás indicada.

## Protecção
Não se encontra protegida por legislação portuguesa ou da Comunidade Europeia.